# Eric Walter Elst
Eric Walter Elst (* 30. November 1936 in Mortsel; † 2. Januar 2022 in Antwerpen) war ein belgischer Astronom.
Er entdeckte zwischen 1986 und 2002 insgesamt 3868 Asteroiden, davon 108 zusammen mit anderen Astronomen. Nennenswerte Entdeckungen sind (7968) Elst-Pizarro, (4486) Mithra sowie weitere 25 trojanische Objekte. Der Asteroid (3936) Elst ist ihm zu Ehren benannt worden.